# 닛폰BS방송

BS11 디지털의 로고

닛폰BS방송 주식회사(일본어: 日本BS放送株式会社)는 일본의 위탁 방송사업자이며 주식회사 빅 카메라의 연결 자회사이다.
2007년 12월 1일 BS11 디지털이라는 이름으로 BS디지털 텔레비전 방송을 실시하기 시작했다.

## 개요
- NHK 아날로그 하이비전에서 사용하던 채널을 이용해 개국했다.
- 다른 BS디지털 방송과 달리 다중채널방송,디지털 라디오방송을 실시하지 않고 있다.
- 뉴스나 보도 프로그램이 다른 BS디지털 방송국보다 많으며 독자적인 보도국도 보유하고 있다.

## 연혁
- 1999년 8월 23일 - 닛폰BS방송 주식회사(日本ビーエス放送株式会社)설립.
- 2000년 12월 1일 - BS디지털에서 데이터 방송 개시.
- 2002년 4월 1일 - CS디지털 방송사업자인 플랫·원에서 데이터 방송 개시
- 2004년 3월 1일 - e2 by 스카이 퍼펙트 커뮤니케이션!에서 방송송출업체 변경.
- 2004년 9월 28일 - CS디지털 방송을 표준 텔레비전 방송으로 형식변경.
- 2005년 10월 1일 - 메가 포토 방송을 흡수 합병.
- 2006년 11월 30일 - CS디지털 방송 종료.
- 2007년 2월 28일 - 상호를 닛폰BS방송 주식회사(日本BS放送株式会社)로 변경.
- 2007년 9월 30일 - ch999에 의한 데이터 방송 「지구채널」 종료.
- 2007년 11월 15일 - 오전10시부터 BS디지털 211ch(리모콘 키 ID：11)에서 시험 전파를 처음으로 발사.
- 2007년 11월 21일 - 총무성 간토 종합 통신국이 BS디지털 방송의 지구국의 면허를 교부.
- 2007년 12월 1일 - BS디지털에서 하이비전 텔레비전 방송 개시.
- 2009년 1월 30일 - 데이터 방송 가운데 뉴스·날씨등을 전달하는 독립 데이터 방송 종료(프로그램 연동 데이터 방송은 유지).
- 2010년 3월 18일 - 일본 민간방송연맹 이사회에서 연맹 가입 승인(2010년 4월 1일 정식 가맹)

## 방송채널
- BS 211ch - BS11 디지털

### 종료한 채널
- BS 908ch - G가이드(EPG) 서비스용 채널
  - 합병한 메가 포토 방송으로부터 계승한 채널이었지만 BS-i에 이관했다.
- BS 997ch - 쌍방향 회원 등록용 채널
- BS 998ch - BS쇼핑(빅 카메라 통신 판매 코너)
- BS 999ch - 지구채널(2007년 9월 30일 방송 종료)
- CS 990ch - 생활 스타일 TV(2006년 11월 30일 방송 종료)
- CS 991ch - SHOP&TV5(2006년 11월 30일 방송 종료)
  - 낮에는 통신 판매 프로그램, 야간(18:00~다음날 새벽3:00)은 프랑스 국제 방송 TV5를 방송.